# بومديد
بومديد هي بلدة وبلدية في موريتانيا. وهي تقع في حوض عوكر، الذي كان يطلق على المنطقة سابقًا اسمًا.[بحاجة لمصدر]

## أعلام
- محمد ولد الغزواني